# Andrea, justicia de mujer
Andrea, justicia de mujer es una telenovela chilena emitida durante el segundo semestre de 1984 en Canal 13. Es una idea original del periodista y escritor Jorge Díaz Saenger,  escrita en conjunto con José Caviedes.
Protagonizada por la actriz argentina Cecilia Cenci, con las actuaciones antagónicas de Patricio Achurra y Marés González.
Esta teleserie fue ampliamente derrrotada por la teleserie La torre 10, siendo una de las primeras veces donde la teleserie de TVN derrotaba a una producción de Canal 13. Por dicha razón esta teleserie nunca fue retransmitida hasta 2016, cuando Rec TV decidió emitirla. Esto ocurrió entre el 18 de abril y el 16 de septiembre de ese año.

## Argumento
Andrea Montes (Cecilia Cenci) es una joven y hermosa mujer que posee una gran fortuna proveniente de unos yacimientos minerales que recibió como herencia de sus padres. Las minas están en La Serena, lugar donde vive junto a Benjamín Arellano (Valerio Milesi), su esposo, y su familia. Benjamín es un hombre tierno y bondadoso, que llevó a su familia a vivir con ellos pues perdieron todo su dinero por culpa de su hermano, Julián (Patricio Achurra).
A pesar de que Andrea tiene un feliz matrimonio y una vida llena de comodidades, es víctima de crueles manipulaciones e intrigas. Después de diez años de intentos fallidos, logra quedar embarazada. Todo parecía perfecto hasta que a Benjamín le diagnostican un mal cardíaco incurable. Se lo confiesa a su hermano, Julián, quien trabaja para él en la administración de los bienes de Andrea. Pero Benjamín jamás pensó que la confesión de su muerte desataría la patológica ambición de la que es víctima su desquiciado hermano.
Julián decide adelantarse al destino y sabotea el avión personal de Benjamín, el cual cae al mar, tras sufrir un extraño accidente aéreo, Benjamín muere. Desde ese momento se desencadena la tragedia de Andrea. Previo al homicidio de su hermano, Julián desarrolló una serie de trampas que con mucha habilidad, al dejar de existir su hermano, lo dejarían como dueño absoluto de todo lo que pertenecía a Andrea. Para esto necesitó un cómplice, Jaime Lira (Marcelo Gaete), un abogado alcohólico y con un turbio pasado, que se regenera al darse cuenta de todo lo que puede explotar a Julián, chantajeándolo con su silencio.
En los planes de Julián no podía existir un heredero, un hijo entre Benjamín y Andrea. Pocos días después del accidente, Andrea da a luz, pero Julián se encarga de que sea en una clínica clandestina y la droga para que después no recuerde nada. El recién nacido desaparece.
Julián, quien aparenta ser un empresario responsable y recto convence a todos de que Andrea está loca y que sólo se trató de un embarazo histérico. Julián tiene todo a su favor. Andrea, de una manera abrumadora, tiene todo en su contra. Ella sabe que fue madre, sabe desesperadamente que su hijo existe en algún lugar de este mundo, pero han desaparecido todo tipo de rastros. Julián y Jaime han hecho desaparecer médicos, clínicas, empleadas y hasta amigos.
Así comienza el largo peregrinaje de Andrea por demostrar que no está loca, que ha tenido un hijo y que toda la fortuna de Julián le pertenece. En esta difícil y angustiosa tarea, sólo encuentra el apoyo de Ernesto (Fernando Kliche), un joven e idealista cineasta que trabaja haciendo reportajes de televisión. Es la única persona que cree ciegamente en ella, ya que el resto de los personajes son víctimas del siniestro cinismo de Julián.

## Elenco
- Cecilia Cenci como Andrea Montes
- Patricio Achurra como Julián Arellano
- Marcelo Gaete como Jaime Lira
- Marés González como Emilia Cardemil
- Silvia Piñeiro como Marta Flores
- Tennyson Ferrada como Germán Rivas
- Walter Kliche como Pablo Álvarez
- Peggy Cordero como Ester Gordon
- Fernando Kliche como Ernesto Cruz
- Maricarmen Arrigorriaga como Sandra Rivas
- Ramón Farías como Miguel Rivas
- Cristián García-Huidobro como Ricardo Tagle
- Cecilia Cucurella como Claudia Villa
- Sandra Solimano como Cristina Salazar
- Hernán Vallejo como Víctor Ahumada
- Eugenio Poblete como Raúl Rivas
- Cuca Navarro como Annie Álvarez
- Gloria Canales como Raquel
- Marta Vergara como Juana
- Cora Díaz como Julia
- Kerry Keller como Eugenia
- Valerio Milesi como Benjamín Arellano

### Invitados o recurrentes
- Ramón Núñez como Ferrer
- Mane Nett como Mónica
- Hernán Prat como Alexander
- Exequiel Lavandero como Pedro
- Gloria Barrera como Berta
- Mario Poblete como Lucas Rojas
- César Arredondo como Ángel
- Greta Nilsson como Lupe
- Coca Rudolphy como Lucía
- Patricia Guzmán como Directora
- Sergio Madrid como Martín Fuentes
- Marcela Medel como Sonia
- Alex Zisis como Felipe
- Aníbal Reyna como Iván
- Teresa Berríos como María
- Carlos Matamala como Detective
- Juan Carlos Bistoto como Edmundo Tagle
- Nena Campbell como Leonor Blanco
- Natalia García-Huidobro como Pelu
- Hilario Alcalde como José
- Ana María Aguilera como Nana
- Olga Jiménez como Olga
- Alexis Quiroz como Cuidador
- Néstor Corona como Aquiles
- Frankie Bravo como Orlando
- Pedro Gaete como Silva
- Raúl Palma como Falso doctor
- Juan Carlos Meléndez como Periodista
- Juan Alcayaga como Ingeniero
- Humberto Gallardo como Humberto
- Mónica Sifrind como Enfermera
- Enrique Madigna como Representante
- Hugo Medina como Secuestrador de Andrea n°1
- Eduardo Mujica como Secuestrador de Andrea n°2
- Armando Fenoglio como Armando
- Rubén Darío Guevara como Detective
- Jorge Rodríguez como Doctor
- Pablo Vera como Paolo
- Pedro Olivares como Peter
- Mario Montilles como Pancho
- Mireya Véliz como Panchita
- Pedro Dubó como Buzo
- José Secall como José Patricio